# Kilinochchi (district)

Situation du district de Kilinochchi.

Le district de Kilinochchi (tamoul : கிளிநொச்சி மாவட்டம், singhalais : කිලිනොච්චි දිස්ත්‍රික්කය) est un des vingt-cinq districts du Sri Lanka. 
Il est un des districts de la province du Nord, dont la capitale est la ville de Kilinochchi.

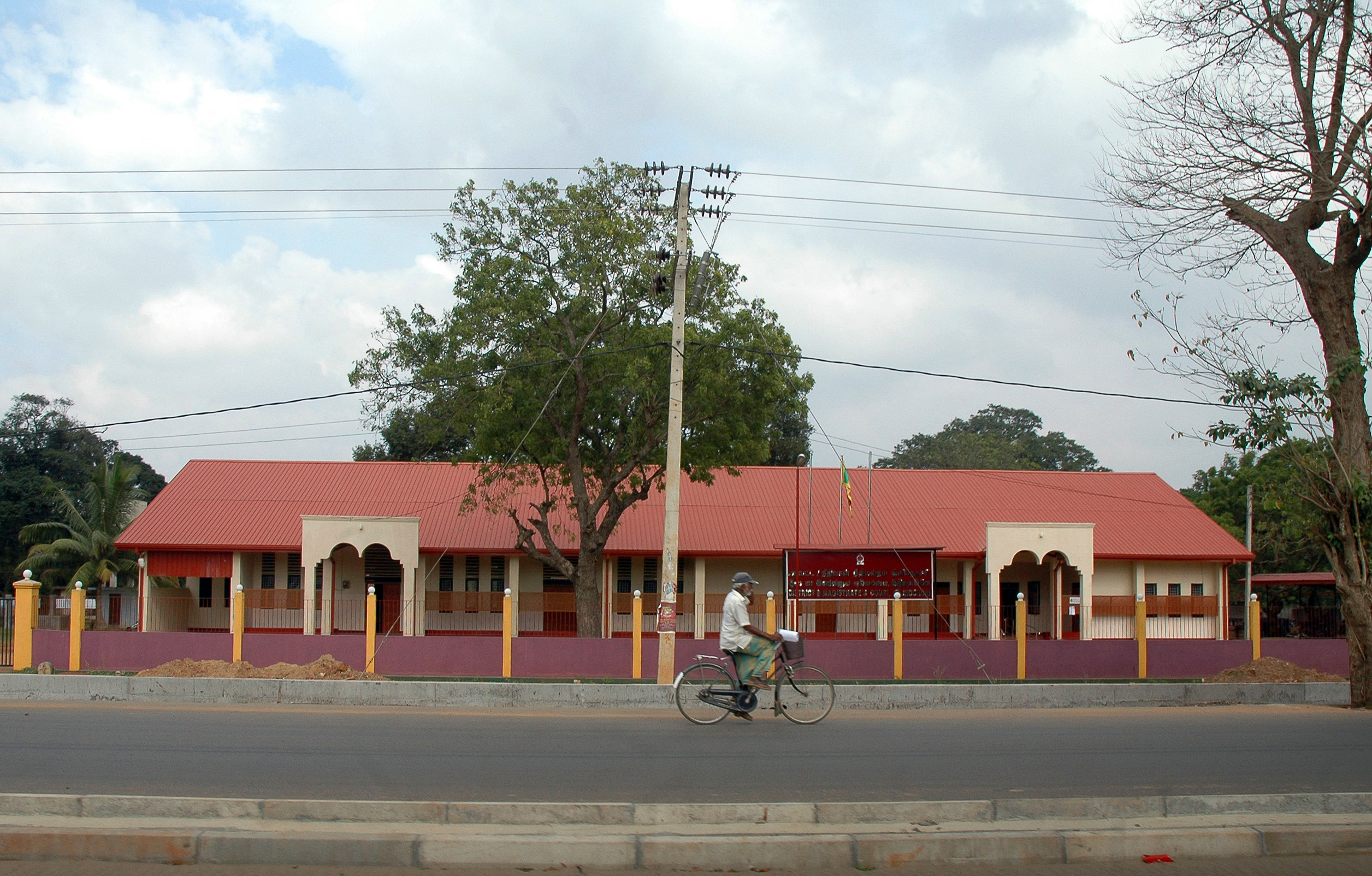
District de Kilinochchi et tribunal de première instance